# Me at the zoo
Me at the zoo (превод: Ја у зоо врту) је први видео објављен на Јутјубу. Објављен је 23. априла 2005. године у 20:31:52 UTC-7, односно 24. априла 2005. године у 3:31:52 UTC. Видео је објавио Џавед Карим, суоснивач Јутјуба. Радња видеа је смештена у зоолошки врт у Сан Дијегу где Карим стоји испред кавеза са слоновима и коментарише њихове дугачке сурле. Видео је снимио Каримов пријатељ из средње школе Јаков Лапицки.